# Carniella weyersi
Carniella weyersi là một loài nhện trong họ Theridiidae.
Loài này thuộc chi Carniella. Carniella weyersi được Paolo Marcello Brignoli miêu tả năm 1979.